# Franz Windhager
Franz Windhager, connu aussi sous le nom Franz Reichardt-Windhager , né le 3 décembre 1879 à Vienne en Autriche et mort le 14 juin 1959 dans la même ville, est un peintre, pastelliste, aquarelliste, illustrateur et graveur autrichien.

## Biographie
Windhager suit l'enseignement de Christian Griepenkerl et de Franz Rumpler à l'Académie des beaux-arts de Vienne. Il est ensuite élève de Ludwig Schmid-Reutte à Carlsruhe à partir de 1900. Il voyage en Italie et en Allemagne. Il est de retour à Vienne en 1904. Il devient en 1909 membre du Künstlerhaus de Vienne ; il y expose de 1908 à 1940, ainsi que dans plusieurs villes autrichiennes et allemandes.
Au cours de la première Guerre mondiale, il est peintre de guerre sur le front russe et italien .
Windhager est l'illustrateur de plusieurs ouvrages d'auteurs autrichiens : Der arme Spielmann, une nouvelle de Franz Grillparzer, qu'il illustre de douze aquarelles en 1913  ; Erzählungen de Rudolf Hans Bartsch (de) en 1925 ; Der Triumphzug des Eros de Paul Wertheimer en 1926, illustré de sept lithographies en couleurs.
En 1951, il réalise à l'angle des rues Mundygasse et Steudelgasse à Vienne, une peinture murale intitulée Häuserbauer und Häuserinstandhalter .
En 2005, une de ses huiles sur toile  Wäschermädel am Waschtrog stehend datée de 1922 conservée au Wien Museum est restituée à la nièce du collectionneur Leopold Weinstein qui en avait été spolié pendant la seconde guerre mondiale .

## Œuvres en collection publique
- Kermesse, Vienne, Galerie autrichienne
- Le pont, Vienne, Galerie autrichienne.
- Le jardin tyrolien à Vienne, Wien Museum.
- Portrait du recteur Leopold Örely, 1929, Vienne, Université technique [6].
- Portrait du recteur August Prokop, 1957, Vienne, Université technique [6].